# 新疆大学
新疆大学（英語: Xinjiang University、公用語表記: 新疆大学、شىنجاڭ ئۇنىۋېرستېتى）は、中国新疆ウイグル自治区ウルムチ市に本部を置く中国の国立大学。1924年創立、1960年大学設置。
中国教育部直属の新疆自治区政府が共同で運営され、211工程、双一流の成員校として、新疆地区で唯一の国家重点大学である。

## 沿革
- 1924年 - 新疆大学の起源となる新疆俄文法政専門学校を新疆省政府が設立。
- 1928年8月 -「新疆省立俄文法政学校」と改称。
- 1930年9月 - 「新疆俄文法政学院」と改称。
- 1935年1月 - 「新疆学院」と改称。
- 1941年 - 新疆省建設庁農業学校を吸収合併する。
- 1950年10月1日 - 新疆民族学院と改称。
- 1953年11月、西北民族学院畜牧系獸医班を吸収合併する。
- 1954年 - 名称を新疆学院に改称。
- 1960年10月1日、新疆大学に改称。
- 1962年 - 旧制新疆大学と新疆師範学院を併合し、新制の新疆大学となる。
- 1962年7月、新疆大学 機械、電機、工電等工科専業併入新疆砿冶学院。
- 1978年 - 中華人民共和国国務院が新疆大学を全国重点大学に認定。
- 1979年4月 - 新疆大学の教師培訓部と三平分校を合併し新疆師範大学を設立。
- 1994年 - 李嵐清が参觀訪問。
- 1995年 - 中国共産党中央委員会総書記・江沢民、総理・李鵬が参觀訪問。
- 1997年 - 中華人民共和国教育部は新疆大学を211工程重点建設高校に認定。
- 2000年 - 中華人民共和国教育部が新疆大学を国家西部大開発重点建設大学に認定。
- 2000年12月30日 - 旧制新疆大学と新疆工学院を併合し、新制・新疆大学となる。
- 2004年 - 新疆大学は、新疆ウイグル自治区の政府と中国教育部の「省部共建（中国語版）の高等教育学校(大学)となった。

## 基礎データ
- 所在地
  - 本部
  - 北校区
  - 南校区
- 校訓
  - 「団結、奮進、求實、創新」
- 校歌
  - 「我們正青春年少」。作詞林基路・作曲石明。

2014年時点では、学校の面積は299.72万平方メートル、生徒数約24800余人、本科生19400余人、研究生3800余人、博士生300人、留学生400人、教職員1824人。

## 組織
「学院」も「系」も日本の大学の学部にほぼ相当する。「学部」は「学院」と「系」の上の編成で、実体はなく、日本の「学部」とは位置付けが異なっている。妙訳がないのでそのまま記す。
- 政治と公共管理学院
- 経済と管理学院
- 法学院
- 人文学院
- 新聞と伝播学院
- 外国語学院
- 数学と系統科学学院
- 物理科学と技術学院
- 化学化工学院
- 生命科学と技術学院
- 資源と環境科学学院
- 信息科学と工程学院
- 機械工程学院
- 電気工程学院
- 建築工程学院
- 紡織と服装学院
- 旅遊学院
- 語言学院
- 軟件学院
- 国際文化交流学院
- 地質と砿業工程学院
- マルクス主義学院
- 研究生院

## 附属機関
- インターネット・情報技術センター (网络与信息技术中心)
- 西北少数民族研究中心
- 技術者訓練センター (工程訓練中心)
- 学報編輯部
- 教師教学発展中心
- 計算中心
- 理化測試中心
- 数学物理研究所
- 中亜研究院
- アルタイ学研究所 (阿爾泰学研究所)
- 人口研究所
- 干旱生態環境研究所
- 出版社
- 応用化学研究所
- 経済研究所
- 新疆大学附属中学
- 後勤服務中心
- 資産経営管理有限公司
- 建築設計研究院
- 建築学示範中心
- 新疆大学文化発展研究中心
- 新疆大学図書館 - 蔵書数は全館合計で約276.5万冊

## 大学の人物一覧

### 教授
- 学長：李中耀
- 党委書記：塔西甫拉提・特依拜
- 外籍学者：高村弘毅

### 卒業生
- サービト・ダーモッラー
- アブドゥレヒム・オトキュル
- ヌル・ベクリ
- 杜金才
- 王明山
- ズルハヤト・イスマイル

## 対外関係

### 日本における協定校
- 八戸工業大学
- 奈良女子大学
- 立正大学
- 東京理科大学
- 東京電機大学